# Jan-Marco Luczak
Pour les articles homonymes, voir Luczak.
Jan-Marco Luczak (né le 2 octobre 1975 à Berlin) est un avocat et homme politique allemand.

## Biographie

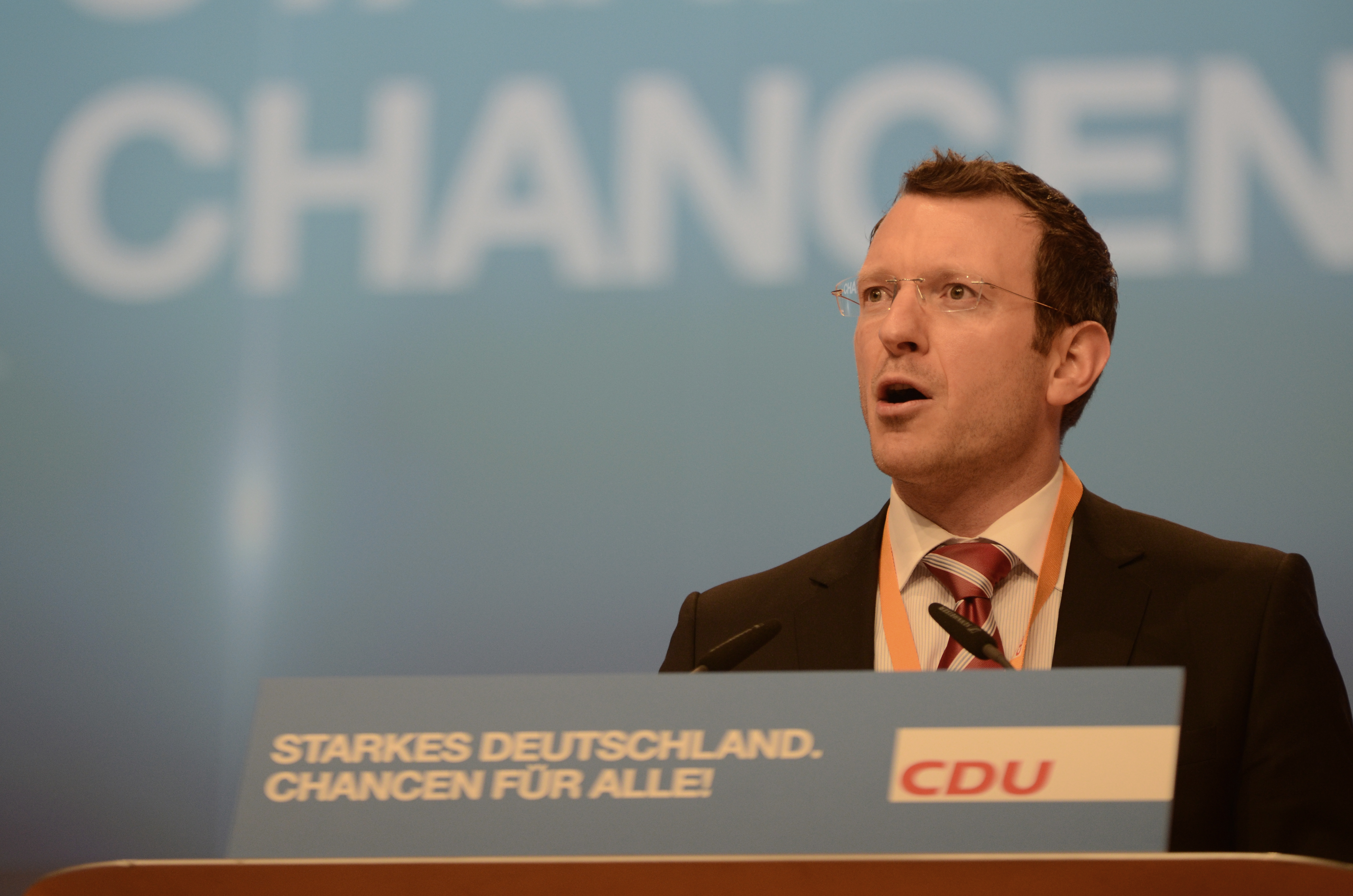
Jan-Marco Luczak au congrès du parti d´Union chrétienne-démocrate d´Allemagne (2012).

En 1995, Luczak obtient le baccalauréat au lycée Ulrich-von-Hutten à Berlin-Lichtenrade. Entre novembre 1992 et juin 1993, il étudie au Hurstpierpoint College en Angleterre. Après la fin du collège Luczak faisait le service militaire au 581e bataillon de chasseurs, formation de tireur d’élite entre 1995 et 1996.
Sinon, il commençait ses études de droit à la Freie Universität de Berlin et les finissait en 2002 avec le premier examen d’État de droit. Par conséquent, il recevait le deuxième examen d’État de droit en 2008. En outre, Luczak a passé son doctorat sur le droit régissant l’ordre économique européen à l’université Ludwig-Maximilian de Munich, sous la direction du Pr Rupert Scholz (Ministre H.S.) la même année. Dès lors, il travaille comme avocat dans une société à vocation internationale. Par le temps il a été un boursier de la Fondation Konrad Adenauer.
Depuis 1998 Luczak est un membre de la CDU et des Jeunes Chrétiens-Démocrates, section de Tempelhof-Schöneberg. Il était président de cette section de 2003 à 2006. Depuis 2006 il est président de la CDU de Berlin-Lichtenrade et depuis 2007 vice-président de la CDU de Tempelhof-Schöneberg.
Luczak est un membre du Bundestag Allemand depuis 2009. Il a été réélu avec 35 % en 2013.